# Age of Wonders
Age of Wonders är ett turordningsbaserat strategispel, utvecklat av Triumph Studios tillsammans med Epic MegaGames och utgivet av Gathering of Developers år 1999 till Windowsdatorer. Spelet liknas ofta vid Master of Magic. Spelet hette till en början World of Wonders och i den versionen fanns det flera rollspelselement. Dessa element togs bort när turordningssystemet infördes. Spelet innehåller detaljerade beskrivningar av mytologiska varelser. 
Det har kommit tre stycken uppföljare till spelet:
- Age of Wonders II: The Wizard's Throne, 2002
- Age of Wonders: Shadow Magic, 2003
- Age of Wonders III, 2014